# Шаммартен, Людовик
Людовик Шаммартен (фр. Ludovic Chammartin, р.31 января 1985) — швейцарский дзюдоист, призёр чемпионатов Европы и Европейских игр.

## Биография
Родился в 1985 году в Фрибуре. В 2012 году принял участие в Олимпийских играх в Лондоне, но проиграл во втором раунде и стал лишь 17-м. В 2013 году завоевал серебряную медаль чемпионата Европы. В 2015 году стал бронзовым призёром Европейских игр.